# Española, Novi Meksiko
Española je gradić u okruzima Rio Arribi (veći dio) i Santa Feu (manji dio, središnji i istočni dio grada) u američkoj saveznoj državi Novom Meksiku. Prema popisu 2000. u Españoli živjelo je 10.495 stanovnika. Dio je kombiniranog statističkog područja Albuquerque-Santa Fe-Las Vegasa.

## Povijest
Osnovana je 1880. kao željezničarsko selo, a inkorporirana kao grad 1925. godine. Nalazise na mjestu koje je Juan de Oñate 1598. godine proglasio glavnim gradom za Španjolsku. Time je Española prvi glavni grad na američkom kontinentu.

### Etimologija
Española je prije dolaska željezničke pruge bila poznata kao La Vega de los Vigiles (Vigilova livada). Vjeruje se da su onome što je postalo gradić Española ime nadjenuli željeznički radnici. U vrijeme izgradnje pruge mali restoran koji je radio u tom kraju nosio je nadimak "La Española". Nadimak je dobio zbog velike nazočnosti španjolskih žena u tom kraju. Ime je postalo službeno do 1900. i postal je mali željezički gradić. Prije pruga ovdje su već stotinama godina živjeli hispanski i indijanski narodi koji su živjeli od poljodjelstva duž Rio Grandea.

### Rani naseljenici
Područje Españole su prvi Španjolci zvali dolinom sv. Ivana. Ovo je prvi glavni grad Novog svijeta koji su osnovali Europljani. Ovaj je kraj istražio don Juan de Oñate istražio 1598. godine. Proglasio je ovaj kraj glavnim gradom za Španjolsku, kraj oko nove vile don Diega de Vargasa kod Santa Cruza. Oñate je došao u područje Españole 11. srpnja 1598. na mjestu ušća rijeke Chame u Rio Grande. Ondje je postavio kam na mjestu zvanom Yunque-Yunque. Osnovao je španjolsko naselje u kraju koji su već naseljavali domorodački potomci Anasazija.

## Zemljopis
Nalazi se na 36°0′7″N 106°3′53″W / 36.00194°N 106.06472°W (36.001884, -106.064587). Prema Uredu SAD-a za popis stanovništva, zauzima 21,9 km2 površine, od čega 21,7 suhozemne.

## Stanovništvo
Prema podatcima popisa 2000. u Españoli je bilo 9688 stanovnika, 5751 kućanstvo i 4569 obitelji, a stanovništvo po rasi bili su 67,55% bijelci, 0,58% afroamerikanci, 2,86% Indijanci, 0,14% Azijci, 0,06% tihooceanski otočanin, 25,56% ostalih rasa, 3,25% dviju ili više rasa. Hispanoamerikanaca i Latinoamerikanaca svih rasa bilo je 84,38%.

## Kakvoća zraka
Prema podatcima Američke plućne udruge, kombinirano statističko područje Santa Fe-Española ima najčišći ozonski omotač u cijeloj državi, najčišći su prema zagađenju česticama unutar 24 sata, a prema godišnjem zagađenju česticama unutar godine dana drugi su po čistoći.

## Vanjske poveznice
- Službene stranice